# SN 2003G
SN 2003G – supernowa typu IIn odkryta 8 stycznia 2003 roku w galaktyce IC 208. W momencie odkrycia miała maksymalną jasność 16,20m.